# Agrius godarti
Agrius godarti is een vlinder uit de familie pijlstaarten (Sphingidae). De soort komt voor in het binnenland van het noorden van Australië, inclusief New South Wales en Queensland. De spanwijdte is ongeveer 8 cm.

## Synoniem
- Sphinx distincta